# Ardósia

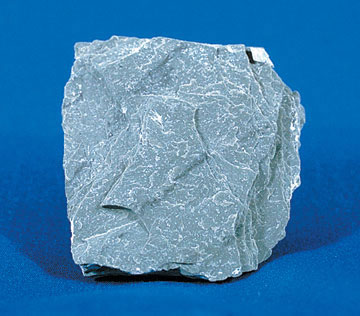
Ardósia.

A ardósia é uma rocha metamórfica sílico-argilosa formada pela transformação da argila sob pressão e temperatura, endurecida em finas lamelas. De baixo grau metamórfico,  a ardósia é formada sob as menores pressões e temperaturas dentre as rochas metamórficas.
A ardósia pode ser transformada em soletos, porque tem duas linhas de folhabilidade: clivagem e grão. Isto torna possível que se divida em finas folhas. Coberturas sintéticas e manufaturadas podem, inicialmente, ser mais baratas no acto da colocação, mas os soletos de ardósia durarão muitos e muitos anos, fazendo deste material uma escolha de futuro mais econômica. A ardósia é uma rocha metamórfica.
Outras aplicações da ardósia: pavimentos, fachadas, tampos de laboratórios, e em decorações interiores e exteriores. Folhas finas de ardósia preta ou cinza escuro eram o material mais usado na produção de quadros negros, ou lousa. Hoje em dia, com o surgimento de materiais mais adequados, a ardósia deixou de ser usada para esse propósito.

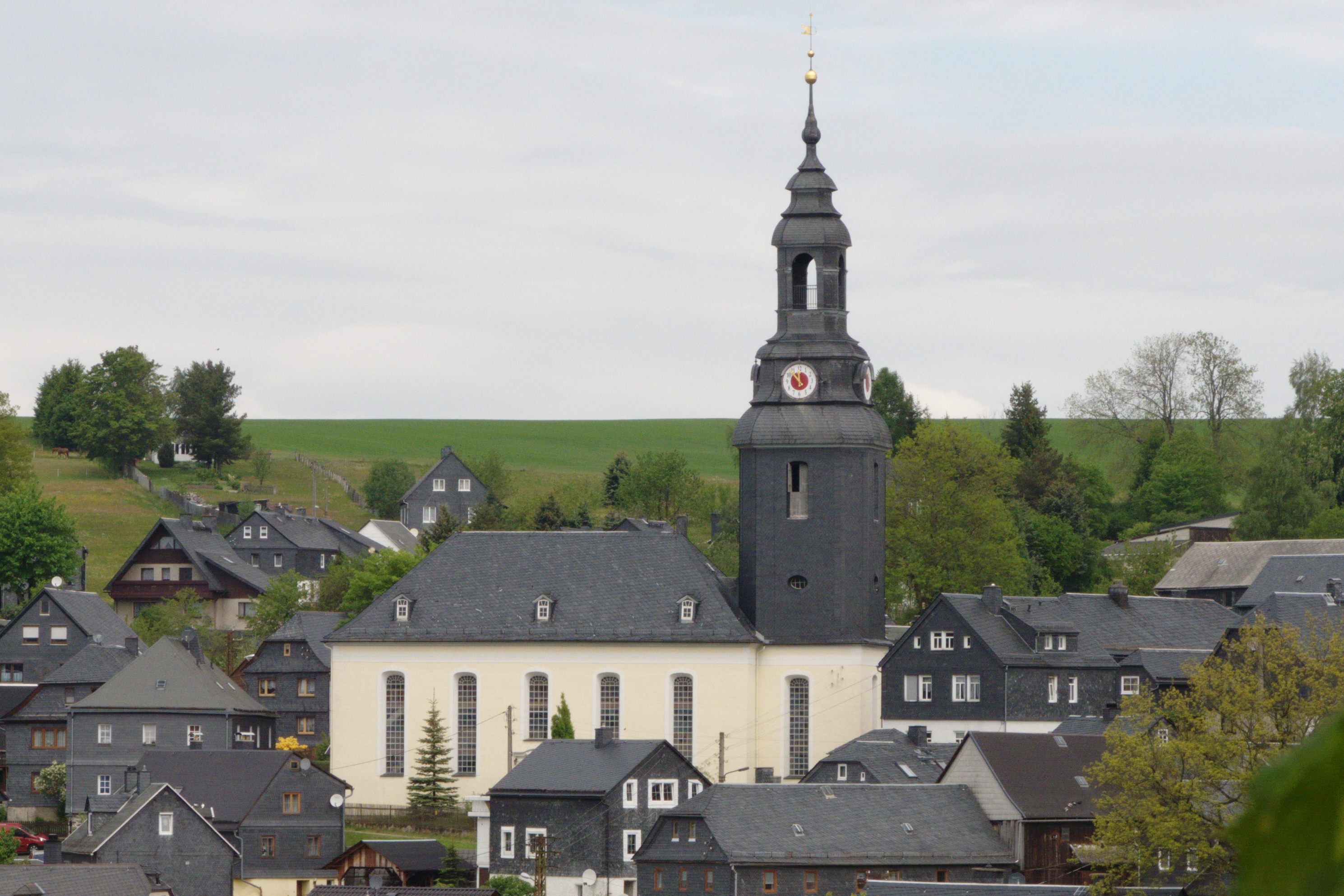
Casas com telhados de ardósia em Wurzbach na Alemanha.

Algumas das mais finas ardósias do mundo têm origem em Campo (Valongo) em Portugal, Pequim na China, Escócia, Slate Valley em Vermont e Nova York nos Estados Unidos.

## Ardósia no Brasil
O estado de Minas Gerais responde por 95% da produção de ardósia do Brasil. As áreas de extração e beneficiamento de ardósias de Minas Gerais estão situadas nos municípios de Caetanópolis, Curvelo, Felixlândia, Leandro Ferreira, Martinho Campos, Papagaios, Paraopeba e Pompéu. O Brasil é o segundo maior produtor e consumidor mundial. Em 2007, contava com 25 pedreiras e cerca de 200 indústrias de beneficiamento, que geravam cerca de cinco mil empregos diretos e mais de cinco mil indiretos.